# Justicia johannae
Justicia johannae är en akantusväxtart som beskrevs av Raymond Benoist. Justicia johannae ingår i släktet Justicia och familjen akantusväxter. Inga underarter finns listade i Catalogue of Life.